# Dom-muzeum I zjazdu SDPRR
Dom-muzeum I zjazdu SDPRR (biał. Дом-музей І з’езда РСДРП, ros. Дом-музей I съезда РСДРП) – drewniany budynek mieszkalny w Mińsku wzniesiony po II wojnie światowej, rekonstrukcja budynku, w którym w 1898 r. odbył się pierwszy, założycielski zjazd Socjaldemokratycznej Partii Robotniczej Rosji. Od 1992 r. miejscowe muzeum stanowi filię Narodowego Muzeum Historycznego Republiki Białoruś. Obiekt położony jest przy Prospekcie Niepodległości 31A, nad Świsłoczą.

## Historia
W 1898 r. drewniany dom położony był przy ul. Zacharjewskiej 133, na obrzeżach Mińska, i należał do szlachcianki Franciszki Rzeckiej, która wynajmowała połowę budynku Piotrowi Rumiancewowi, urzędnikowi kolei Libawsko-Romieńskiej. On też zaproponował swoje mieszkanie jako miejsce dogodne dla przeprowadzenia zjazdu delegatów organizacji robotniczych i socjalistycznych z różnych miast Imperium Rosyjskiego. Organizatorzy zjazdu zakładali, że budynek położony naprzeciw stajni mińskiej żandarmerii nie zwróci uwagi żandarmów ani policji. Przybywających na zjazd dziewięciu delegatów rozmieszczała w mieszkaniach konspiracyjnych działaczka miejscowego Bundu Jadwiga Gurwicz, natomiast sam zjazd odbywał się pod pozorem świętowania imienin żony Piotra Rumiancewa. Podczas zjazdu przyjęto manifest ogłaszający powstanie Socjaldemokratycznej Partii Robotniczej Rosji.

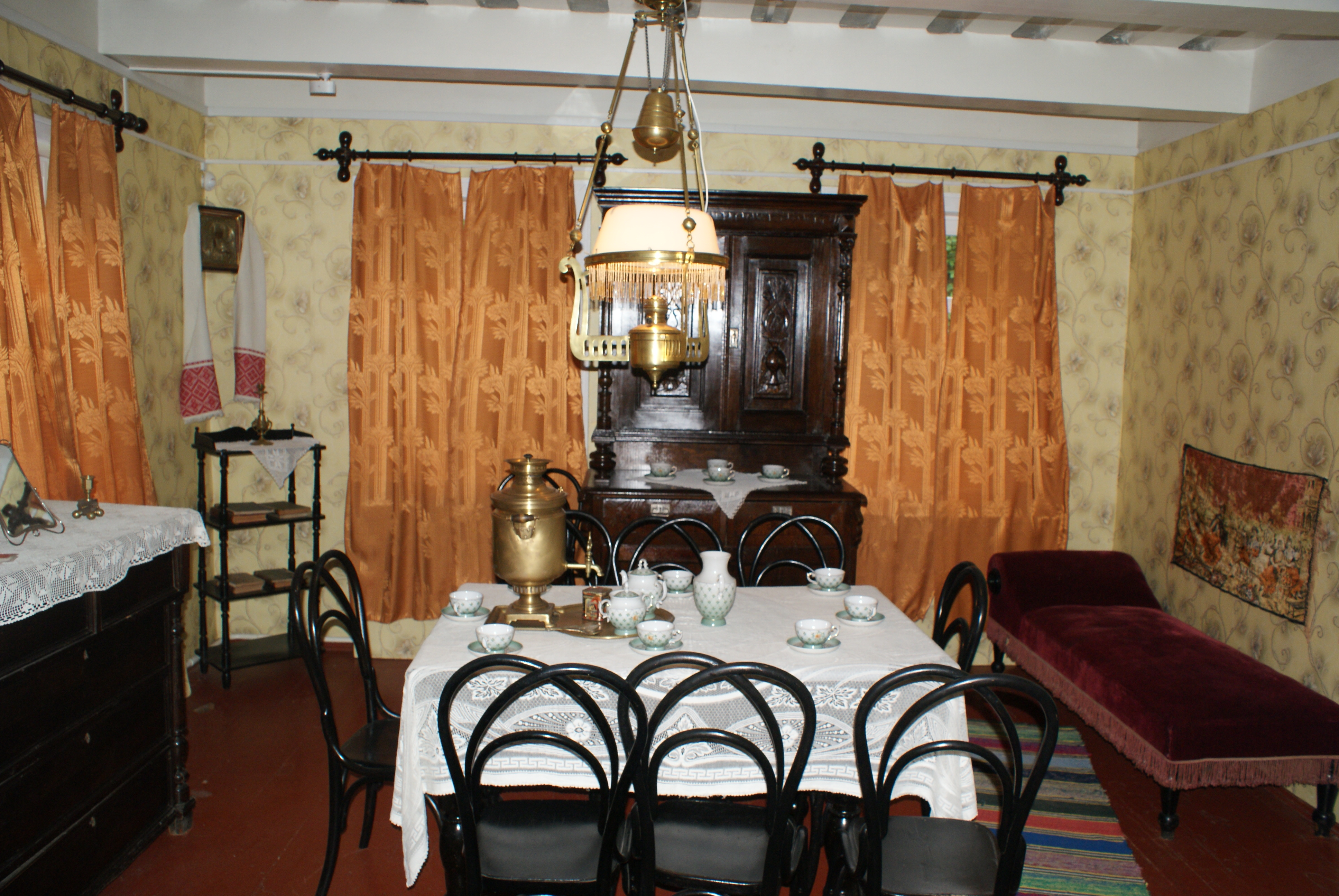
Rekonstrukcja pomieszczenia, w którym obradował zjazd

Muzeum I zjazdu została otwarte 14 marca 1923 r. w dwudziestą piątą rocznicę jego przeprowadzenia. Ekspozycja obejmowała jedynie pomieszczenie, w którym odbywały się obrady delegatów, pozostała część budynku była nadal użytkowana jako dom mieszkalny. W 1941 r. obiekt został całkowicie zniszczony podczas bombardowania Mińska po ataku Niemiec na ZSRR.
W 1948 r. budynek został zrekonstruowany na podstawie zachowanych dokumentów. Pięć lat później w związku z przekształceniem ul. Sowietskiej (dawnej Zacharjewskiej) w Prospekt Stalina (nazwa obowiązywała do 1961 r.) dom przeniesiono bliżej brzegu Świsłoczy. W latach 50. muzeum było odwiedzane przez pół miliona zwiedzających rocznie. W budynku odbywały się uroczystości przyjęcia do organizacji pionierów.
Po rozpadzie ZSRR muzeum zostało przekształcone w filię Narodowego Muzeum Historycznego Republiki Białoruś, a jego ekspozycja przekształcona w 1995 r. w wystawę dotycząca historii socjalizmu. W 2007 r. przeprowadzono kolejną generalną reorganizację muzeum. Oprócz wystawy poświęconej I zjazdowi SDPRR oraz jego uczestnikom, częścią której jest zrekonstruowane pomieszczenie, gdzie odbywał się zjazd, przygotowano stałą ekspozycję poświęconą rozwojowi Mińska i życiu w mieście na przełomie XIX i XX wieku. Muzeum organizuje również wystawy czasowe.